# Taira no Munemori
Taira no Munemori (平宗盛?; 1147 – 19 luglio 1185) è stato un militare giapponese appartenuto al clan Taira e comandante nella guerra Genpei.

## Biografia
Suo padre, Taira no Kiyomori, dichiarò sul letto di morte che tra le sue ultime volontà ci fosse che tutti gli affari del clan fossero messi nelle mani di Munemori, in quanto il suo primogenito e preferito Shigemori era deceduto.
Nel luglio 1182 fugge da Kyoto portando con sé l'imperatore Antoku (22 dicembre 1178 - 24 aprile 1185, 81º imperatore del Giappone) per sfuggire ad un primo attacco del clan rivale.
Nel 1183, il clan rivale Minamoto acquisì potere e così iniziò la guerra Genpei. Muremori partecipò a quasi tutte le battaglie, fino ad essere catturato nella battaglia di Dan-no-ura. Suo fratello adottivo, Kagetsune di Hida, morì nel tentativo di liberarlo. Taira fu poi giustiziato a Kyoto nel tardo 1185 per ordine di Minamoto no Yoritomo.

## Presenza nella cultura di massa
- Yoshitsune - serie televisiva (2005), interpretato da Takahiro Itō (da giovane) e Shingo Tsurumi.